# Astronomul (Vermeer)
"Astronomul" (neerlandeză De Astronoom) este o pictură de Jan Vermeer van Delft, terminată aproximativ în anul 1668. Pictura este găzduită de Musée du Louvre, în Paris.

## Descriere
Profesia astronomului este indicată de globul ceresc și de cartea deschisă de pe masă. Simbolic, volumul este deschis la tomul III, o secțiune care sfătuiește astronomul să caute „inspirație de la Dumnezeu”, în vreme ce în pictura de pe peretele din spate se poate distinge Moise (care poate simboliza cunoaștere și știință: „Moise a învățat toată înțelepciunea egiptenilor”).
Bărbatul portretizat în această pictură, precum și în "Geograful", ar putea fi Antonie van Leeuwenhoek.

## Destinul tabloului
Acesta a fost tabloul preferat al lui Adolf Hitler, care a dorit neapărat să-l expună în muzeul proiectat în Linz (Austria). Din anul 1888 tabloul aparținuse familiei Rotschild. În anul 1940 familia a fost constrânsă să-l cedeze germanilor, primind în schimb dreptul de achiziționare a unui tablou de Frans Hals și a două tablouri de Goya. Tabloul a fost restituit în 1945 familiei Rotschild, care l-a donat definitiv în anul 1982 muzeului Luvru din Paris.